# Utah-Präriehund
Der Utah-Präriehund (Cynomys parvidens) ist ein Erdhörnchen aus der Gattung der Präriehunde (Cynomys), deren kleinste Art er ist. Die Tiere leben ausschließlich im Südwesten des Bundesstaats Utah in den Vereinigten Staaten.

## Merkmale
Ausgewachsene Utah-Präriehunde erreichen eine Gesamtgröße von 30 bis 36 Zentimeter, der Schwanz ist 2,5 bis 6 Zentimeter, die Hinterfüße sind 5,5 bis 6,5 Zentimeter und die Ohren 1,2 bis 1,6 Zentimeter lang. Das Fell des Utah-Präriehunds ist zimt- bis lehmfarben gefärbt, mit verschiedenen dunkelbraunen Markierungen ober- und unterhalb der Augen. Der Schwanz ist wie bei den Weißschwanz- und Gunnison-Präriehunden mit weißer Spitze. Ein Haarwechsel findet zweimal jährlich statt.
Der Utah-Präriehund ist am nächsten mit dem Weißschwanz-Präriehund verwandt. Es wird vermutet, dass diese einst eine Art bildeten und durch geographische Barrieren getrennt wurden. Die genetische Variation ist bei den Utah-Präriehunden nur halb so groß wie bei den Schwarzschwanz-Präriehunden, was vermutlich von einem genetischen Flaschenhals herrührt.

## Verbreitung und Lebensraum

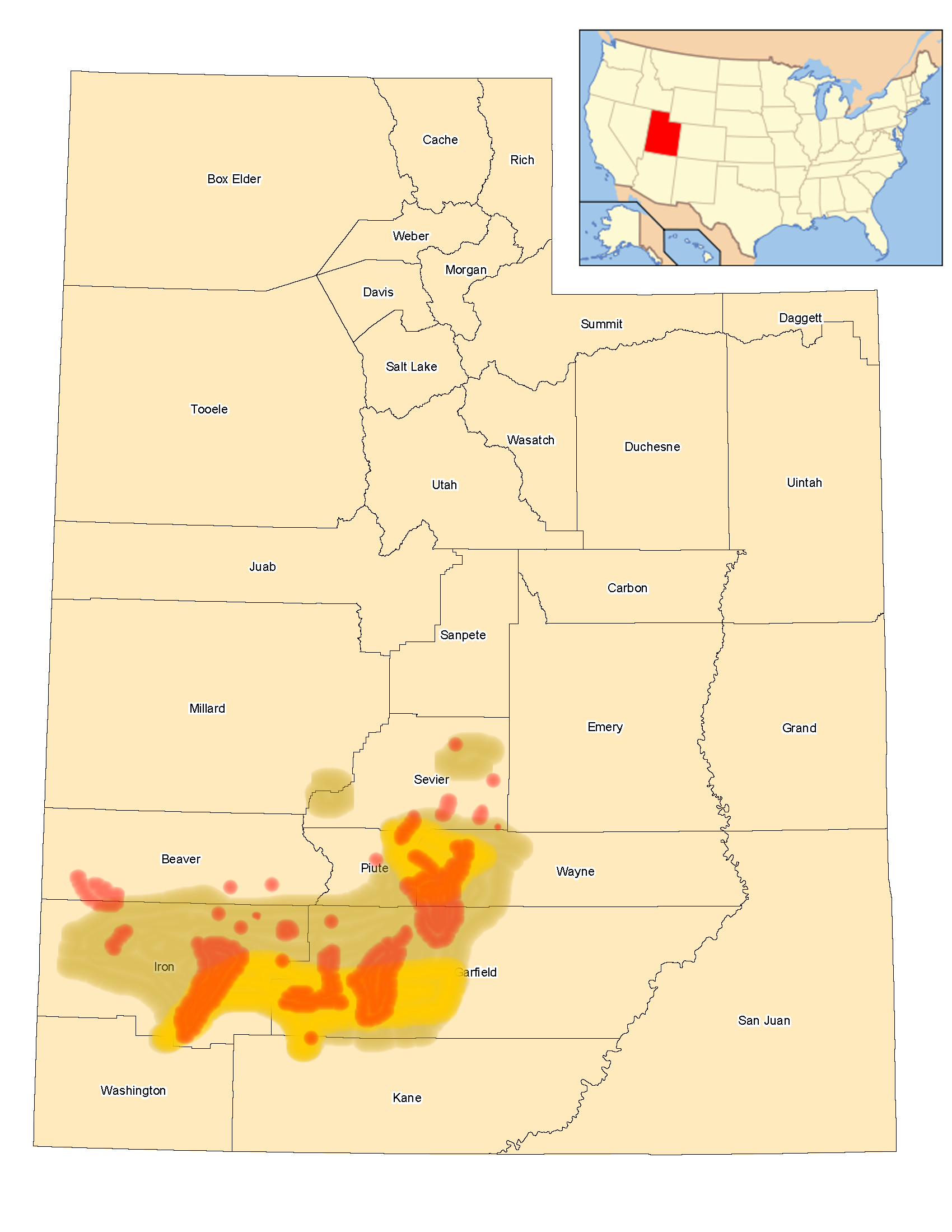
Verbreitungsgebiet des Utah-Präriehundes 1920 (ocker) 1970 (gelb) und 1991 (rot)

Utah-Präriehunde leben endemisch in der Steppe des westlichen US-Bundesstaats Utah. Die im südwestlichen Viertel Utahs lebenden Präriehunde sind damit die am westlichsten lebende Art ihrer Gattung.
Dort leben sie momentan in drei großen Gebieten: im Awapa Plateau, im Paunsaugunt-Plateau und der Umgebung des Sevier River und in den östlichen Iron und Beaver Counties. Durch klimatische Veränderungen werden weiter westlichere Gebiete nicht mehr bewohnt, da diese durch höhere Temperaturen zu trocken wurden. Geologische Grenzen wie Wüsten und Berge verhindern eine Verbreitung in östliche, westliche und südliche Richtung. Im nördlichen Teil und in der Mitte Utahs bilden um Lebensraum konkurrierende Uinta-Ziesel eine biologische Grenze. Die Lebensräume der verschiedenen Arten der Präriehunde überlappen einander nicht; der des Utah-Präriehundes ist am kleinsten. Bei optimalen Bedingungen kann es eine Bevölkerungsdichte von bis zu 74 Präriehunden pro Hektar geben.

## Populationsentwicklung
Vor der Besiedlung des Westens durch europäische Einwanderer bevölkerten die Präriehunde weit ausgedehnte Gebiete, vornehmlich innerhalb der Great Plains. In dieser Zeit gab es zwischen den Präriehunden und Bisons eine Protokooperation. Die ständig weiterziehenden Bisons hinterließen selten überweidete Wiesen und ließen somit zwar große, aber stabile Präriehundpopulationen zu. Mit der Ausrottung des Bisons und extensiver Viehwirtschaft entstanden durch Überweidung große Lebensräume mit kurzem Gras, die eine Zunahme auf über 400.000 Utah-Präriehunde zuließen.
Viehzüchter begannen um 1880 mit Unterstützung der Bundesregierung, Präriehunde mit Pestiziden zu bekämpfen. Am Anfang des 20. Jahrhunderts wurden Programme zur Kontrolle der Populationszahlen gestartet. In den 1920er Jahren wurde die Utah-Präriehunde-Population auf 95.000 Individuen geschätzt. Bis zu den 1960er Jahren reduzierte sich die Population zum Großteil durch Krankheit, Dürre, Vergiftungen und andere anthropogene Eingriffe dramatisch. Besonders in den Jahren 1933, 1950 und 1960 wurden Präriehunde intensiv mit Gift bekämpft. Collier und Spillett kamen 1972 in ihren Studien auf nur noch 3.300 Utah-Präriehunde, die in 37 verschiedenen Kolonien lebten, und sie prognostizierten ein Aussterben des Utah-Präriehundes bis zum Jahr 2000.
Seit 1975 wird jährlich im Frühling eine Zählung der den Winter überlebenden Tiere durchgeführt. Die Populationen zeigen von 1975 bis 1989 einen Aufwärtstrend von 2.975 Tieren 1975 bis 7.377 Tieren 1989 und bleiben seitdem einigermaßen konstant. 2005 wurden 5.381 in 63 Kolonien gezählt. Es wird geschätzt, dass nur 40 % bis 60 % der Population in diese Zählung einfließen, da während dieser meistens die Hälfte der Tiere im Bau ist. In den Sommermonaten verdreifachen sich die Populationen und fallen im Herbst und Winter wegen der hohen Sterblichkeit wieder zurück. Aufgrund der erfolgreichen Schutzmaßnahmen wird der Utah-Präriehund in der Roten Liste der IUCN seit 1996 nur noch als „von Schutzmaßnahmen abhängig“ geführt. Die Utah-Präriehunde stellen aber trotzdem noch die mit Abstand kleinste Population der insgesamt über 2,5 Millionen Präriehundindividuen.

### Umsiedlungen
Von 1972 bis 1989 wurden insgesamt um 14.000 Utah-Präriehunde mit anfänglich geringem Erfolg von privaten Grundstücken auf ehemalige Verbreitungsgebiete in öffentlichen Gebieten umgesiedelt, da Landwirten jährlich ein Schaden von geschätzten 1,5 Millionen Dollar (1984) entstand. Lebten 1980 noch über 80 Prozent auf privatem Gelände, waren es 1989 nur noch knapp über 50 Prozent. Die Umsiedlungs- und Populationskontrollprogramme werden von der U.S. Fish and Wildlife Service als Erfolg angesehen, da sich die Population auf öffentlichem Gelände stabilisiert hat und illegale Abschüsse und Verfolgung durch Landbesitzer abgenommen habe.

## Lebensweise

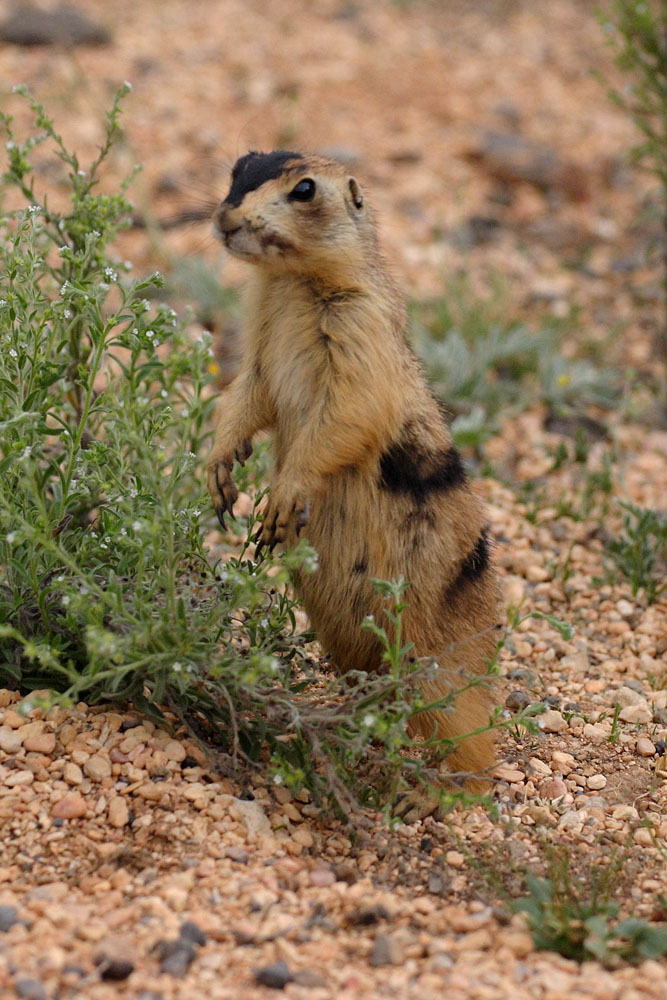
Utah-Präriehund im Bryce Canyon National Park

Ungefähr zwei Drittel der adulten Population ist wegen der höheren Sterblichkeit der männlichen Individuen weiblich. Der Östrus, der Abschnitt, in dem das weibliche Tier begattungsbereit ist, dauert nur wenige Stunden eines einzigen Tages Ende März bis Anfang April. Folglich werden nur zwei Drittel der Weibchen trächtig und werfen nach einer Tragezeit von 34 bis 35 Tagen ein bis sieben Junge (im Schnitt 3,8 bis 4,8). Die männlichen Präriehunde töten bis zu 20 Prozent der Jungtiere, bevor diese sechs Wochen nach ihrer Geburt zum ersten Mal den Untergrund verlassen haben. Die Jungtiere, von denen weniger als 50 Prozent das Erwachsenenalter erreichen, sind um Oktober ausgewachsen und erreichen im Alter von zwölf Monaten Geschlechtsreife. 20 Prozent der weiblichen und 10 Prozent der männlichen Tiere erreichen ein Alter von vier Jahren und werden selten älter als fünf Jahre.
Utah-Präriehunde leben in einer Gemeinschaft von wenigen Tieren, die aus einem erwachsenen Männchen, mehreren Weibchen und ihrem Nachwuchs besteht. Während der weibliche Nachwuchs in der Gemeinschaft bleibt, verlassen die männlichen Jungtiere den Bau nach ihrer Geschlechtsreife. Die Gemeinschaft lebt in einem festen Territorium, dessen Grenzen nur von den jungen Tieren regelmäßig überschritten werden.

### Bau
Utah-Präriehunde bevorzugen Bodensenkungen, in denen auch in Dürreperioden feuchte Weideflächen vorhanden sind. Für einen trockenen Bau sollte der Boden mindestens bis zu einer Tiefe von einem Meter nicht feucht sein. Die umgebende Vegetation muss niedrig genug sein, damit die Utah-Präriehunde die Umgebung überblicken können. Der Bau ähnelt denen der Weißschwanz-Präriehunde dadurch, dass die Mounds (Hügel), die aus dem Auswurf des Baues bestehen, nicht ein gestalterisches Bemühen wie bei den Schwarzschwanz-Präriehunden darstellen, sondern zufälligen Charakter haben. Die meisten Mounds haben nur einen Eingang, der normalerweise im 45°-Winkel in den Bau führt. Es können aber – besonders bei den älteren Bauten – bis zu fünf miteinander verbundene Eingänge vorhanden sein. Die größeren Mounds haben einen bis zu drei Meter großen Durchmesser und können eine Höhe von 60 Zentimetern erreichen.

### Nahrung
Utah-Präriehunde sind überwiegend Pflanzenfresser und bevorzugen Luzerne und Gräser. Sie wurden auch beim Verzehr der blühenden Teile von Sträuchern beobachtet. Auch abgestorbene Vegetation und Kuhdung werden von den Utah-Präriehunde nicht verschmäht und von den Jungen gegenüber Blättern und Stämmen von Sträuchern sogar bevorzugt. Als tierische Nahrung dienen hauptsächlich Singzikaden.

### Feinde
Zu den natürlichen Feinden zählen die Kojoten, Silberdachse, Langschwanzwiesel, verschiedene Greifvögel und Graslandklapperschlangen. Diese Fleischfresser können etablierte Kolonien allerdings nicht gefährden. Eher führen menschliche Einflüsse, Dürren, Krankheit und die Konkurrenz um Lebensraum mit dem Uinta-Ziesel zu abnehmenden Populationen.